# Pierre B. Reinhard
Pour les articles homonymes, voir Reinhard.
Pierre B. Reinhard est un réalisateur et monteur français né le 17 septembre 1951 à Winterthur (ZH) en Suisse.
Il contribua à l'âge d'or du cinéma pour adultes français à compter de 1977. Il s'illustra également dans le genre fantastique et horrifique.
On le retrouve rarement sous les pseudonymes de Myke Strong et Peter B. Harson.

## Biographie
Pierre B. Reinhard entre à l'École nationale supérieure des Beaux-Arts de Paris (ENSBA) à 16 ans et en sort diplômé 6 ans plus tard en 1972. Il y pratique toutes les formes artistiques, peintures, architecture et crée un atelier films et photos pour les archives de l’école.
Il travaille ainsi sur les conceptions de décors, notamment dans Le Boucher, la Star et l’Orpheline de Jérôme Savary et pour plusieurs émissions de variétés « Samedi & Compagnie » enregistrées aux Studios des Buttes-Chaumont.
Il appose le cachet des Beaux-Arts sur les affiches de Mai 68.
Pierre B. Reinhard devient ensuite assistant monteur de Gilbert et Gérard Kikoïne de 1972 à 1974, notamment sur L'Amour à la bouche et Le Sexe qui parle. Il passe ensuite à la réalisation avec son premier film pour adultes, Entrecuisses. Il dirige des actrices comme Brigitte Lahaie, Marilyn Jess ou Tabatha Cash. Il réalise des dizaines de films X pour Canal+ ce qui fait de lui l'un des réalisateurs les plus prolifiques de films pour adultes français. Une centaine de ses films sont chroniqués dans le Dictionnaire des longs métrages français pornographiques et érotiques en 16 et 35 mm dirigé par Christophe Bier.  
En 1987, il réalise Le Diable rose où il dirige le comédien Roger Carel. La même année, il filme La Revanche des mortes vivantes qui mélange le fantastique, l'épouvante et l'érotisme,.
Il a beaucoup travaillé avec les réalisateurs/producteurs Jean-François Davy et Jean-Claude Roy.
En 2013, il participe au documentaire L'Enfance du hard de Jérôme About et Sébastien Bardos consacré au cinéma X français. On le retrouve au côté de Brigitte Lahaie, Gérard Kikoïne, Richard Allan ou encore Alban Ceray.  
Il travaille sur un nouveau film : Anges de sang[Quand ?][réf. souhaitée].  

## Filmographie

### Réalisations et montages
- 1977 : Entrecuisses / Possessions avec Brigitte Lahaie
- 1981 : Passions
- 1982 : Le Pensionnat des Petites Salopes
- 1983 : La Grande Giclée
- 1985 : Dressage avec Patrick Guillemin
- 1986 : James Bande Contre O.S.Sex 69 avec Marilyn Jess
- 1987 : Le Diable rose avec Roger Carel et Brigitte Lahaie
- 1987 : La Revanche des mortes vivantes
- 1987 : Tracking
- 1997  : Une série de cinq épisodes du Théâtre du grand Guignol produit par Samouraï Films pour Paris Première : Sous la lumière rouge, Vers l'au-delà, Le Baiser dans la nuit, La Veuve et Le Baiser de sang
- 2020-2021 : En préparation un long métrage : Anges de Sang

### Assistant réalisateur, chef monteur ou régisseur
- 1967 : La Vingt-cinquième Heure de Henri Verneuil (stagiaire)
- 1969 : Le Cerveau de Gérard Oury (stagiaire)
- 1971 : La Maison sous les arbres de René Clément (stagiaire)
- 1973 : L'Impossible Objet de John Frankenheimer (stagiaire)
- 1973 : Charlie et ses deux nénettes de Joël Séria (stagiaire)
- 1974 : Touche pas à la femme blanche ! de Marco Ferreri (stagiaire)
- 1974 : L'Amour à la bouche de Gérard Kikoïne (assistant réalisateur)
- 1975 : Le Sexe qui parle de Frédéric Lansac (assistant monteur son)
- 1976 : Mes nuits avec… Alice, Pénélope, Arnold, Maude et Richard de Michel Barny (assistant réalisateur)
- 1976 : Le Locataire de Roman Polanski (stagiaire)
- 1977 : Partie Fine de Gérard Kikoïne (assistant réalisateur)
- 1989 : Massacre de Jean-Claude Roy (chef Monteur)
- 1995 : Les affinités électives, Paolo et Vittorio Taviani (régisseur adjoint)